# SpadFS
SpadFS은 미쿨라스 파토카(Mikuláš Patočka)가 만들었으며 실험적인 리눅스 파일 시스템이다. SpadFS은 2006년에 처음으로 선보였으며 "Spad"는 Czech System pro Psychopaty A Debily의 약어이다. SpadFS은 문제들을 일관성 있게 다루기 위해 crash counting을 사용하며 B-tree 대신 확장 해쉬(extendible hashing)를 사용한다. SpadFS은 디렉터리 엔트리 그 자체를 inode 정보와 함께 저장한다는 것이 다른 전통적인 파일 시스템과는 다르다.
또한 어느 논문에 따르면 이 파일시스템은 1TB RAID에서 실험을 받았다.